# دانيال ديكسون
دانيال ديكسون (13 فبراير 1994 في الولايات المتحدة - ) (بالإنجليزية: Daniel Dixon)‏ هو لاعب كرة سلة أمريكي في مركز مدافع مسدد الهدف.

## وصلات خارجية
- دانيال ديكسون على موقع سبورتس رفرنس (الإنجليزية)
- دانيال ديكسون على موقع كرة السلة الأوروبية.كوم (الإنجليزية)
- دانيال ديكسون على موقع كلية كرة السلة في سبورتس رفرنس.كوم (الإنجليزية)
- دانيال ديكسون على موقع ريلجم (الإنجليزية)
- دانيال ديكسون على موقع بروبوليرز (الإنجليزية)
- دانيال ديكسون على موقع سبورتس رفرنس (الإنجليزية)
- دانيال ديكسون على موقع سبورتس رفرنس (الإنجليزية)